# 香川県道241号丸井萩原豊浜線
香川県道241号丸井萩原豊浜線（かがわけんどう241ごう まるいはぎわらとよはません）は、香川県観音寺市を通る一般県道である。

## 概要
観音寺市大野原町丸井から、同市内豊浜町箕浦に至る。
香川県の県道の中で最も西部に達している路線である。

### 路線データ
- 起点：香川県観音寺市大野原町丸井（丸井市場交差点、国道377号交点）
- 終点：香川県観音寺市豊浜町箕浦（西原交差点、国道11号交点）
- 総延長：8.878 km[要出典]

## 地理

### 通過する自治体
- 観音寺市

### 交差する道路
| 交差する道路                      | 交差する場所   | 交差する場所          |
| --------------------------------- | -------------- | --------------------- |
| 国道377号                         | 大野原町丸井   | 丸井市場交差点 / 起点 |
| 香川県道242号福田原観音寺線       | 大野原町福田原 |                       |
| 香川県道・徳島県道8号観音寺佐野線 | 大野原町萩原   |                       |
| 国道11号                          | 豊浜町箕浦     | 西原交差点 / 終点     |

### 交差する鉄道
- 予讃線

### 沿線
- 観音寺市立豊浜小学校